# سعود الكبير بن عبد العزيز بن محمد آل سعود
الإِمام سعود (الثاني) بن عبد العزيز بن محمد آل سعود (1161– 1229ھ، 1748– 1814م)، إمام الدولة السعودية الأولى الثالث والحاكم الرابع من أسرة آل سعود وأمير إمارة الدرعية السابع عشر. كان من ألمع أعلام عصره، لُقّب بعد وفاتهِ سعود الكبير؛ لعظم دولته وإتساع حكمه، وهيبته، إذ توطد الحكم السعودي في زمنه، واستتب الأمن والاستقرار بشكل لم تشهده البلاد منذ أيام الخلافة العباسية. امتد ملكه من شواطئ الفرات وبادية الشام، إلى أطراف عُمان واليمن، ومن الخليج العربي إلى البحر الأحمر؛ حيث يعتبر بذلك منشئ أكبر دولة عربية منذ العصر العباسي.

## نسبه وسيرته
هو الإمام  سعود الكبير بن عبدالعزيز بن محمد بن سعود بن محمد بن مقرن بن مرخان بن إبراهيم بن موسى بن ربيعة بن مانع بن ربيعة المريدي من بنو حنيفة بن لجيم بن صعب بن علي بن بكر بن وائل بن قاسط بن هنب بن أفصى بن دعمي بن جديلة بن أسد بن ربيعة بن نزار بن معد بن عدنان. وكنيته أبو عبد الله،
وبعد وفاته لقب بسعود الكبير بسبب أعماله الجليلة وصفاته الحميدة وعلمه وورعه، ولد عام 1161هـ/1748م، في حي الطريف بمدينة الدرعية وسط نجد، واشترك في أول معركة تحت إمرة ابن عمه هذلول بن فيصل بن محمد بن سعود ضد بلدة العودة من بلدان إقليم سدير. بويع وليا للعهد عام 1202هـ عن عمر 41 سنة، وبويع إماما عام 1218هـ/1803م، وتوفي عام 1229هـ/1814م عن عمر ناهز 65 عاما.

### حروبه وشهرته
يعد سعود الكبير أقوى رجالات آل سعود في زمانه، مهيبا مرهوب الجانب، أعظمهم هيبة وأوسعهم شهرة وأعلمهم وأبلغهم، حيث كان سعود في أواخر حياة أبيه يتولى مقاليد الأمور ويقود الجيوش، وقد تلقى العلم على يد الشيخ محمد بن عبد الوهاب وأصبح في مقدمة العلماء، في زمانه، في التفسير والحديث.
في عهد والده الإمام عبد العزيز استطاع الاستيلاء على الحجاز ودخل مكة، بعد أن تركها الشريف غالب ورحل إلى جدة تاركا أخاه عبد المعين فيها، فقام عبد المعين بالكتابة إلى سعود يعرض عليه الولاء على أن يبقيه على مكة، فوافق سعود ودخل مكة دون قتال وأزال ما فيها من القباب وألغى الضرائب، كما كتب إلى السلطان سليم الثالث ليمنع والي مصر ووالي دمشق من إرسال المحمل الذي تصاحبه الطبول، ثم اتجه إلى جده وحاصرها، إلا أنه لم يستطع اقتحامها لمناعة أسوارها فتركها وعاد إلى الدرعية، فقام الشريف غالب بالعودة إلى مكة والاستيلاء عليها. وفي العام الذي عاد فيه سعود إلى الدرعية عام 1218هـ/1803م توفي الإمام عبد العزيز وتولى الإمام سـعود الحكم.

### ولايته وحكمه
كان عهد الإمام سعود امتدادا لعهد أبيه ولم يتميز عنه إلا في الرخاء والثراء، تعرض في أواخر حكمه لحملات كبرى من الدول العثمانية بسبب نجاحه في ضم الحجاز الذي كان له صدى واسع في أرجاء العالم الإسلامي، علاوة على أنه هزّ من مكانة الدولة العثمانية أمام الشعوب الإسلامية التي كانت حامية للحرمين الشريفين، وكان ضم الحجاز نهائياً قد حدث في عام 1220هـ/1805م، وأمر أتباعه في الحجاز وعسير بمهاجمة الشريف غالب في مكة، ولما أدرك الشريف ضعف موقفه طلب الصلح ورضي أن يكون تابعاً للدولة السعودية على أن يبقى أميراً لمكة، فوافق الإمام على طلبه، وكانت المدينة المنورة قد أعلنت ولائها للإمام، كما كانت عسير قد انضمت إليه قبل ذلك وزعيمها عبد الوهاب أبو نقطه الذي كان متحمسًا للدعوة الإصلاحية، فأضحى الحجاز كله تابعا للدولة السعودية.
حين دخل الإمام سعود مكة المكرمة ثبت الشريف غالب في منصبه مما أغضب السلطان العثماني فأمر محمد علي باشا والي مصر بإخراج السعوديين من الحجاز، فكلف محمد علي باشا ابنه طوسون بقيادة الحملة فانطلق بها عام 1226هـ/ 1811م واستولى على ينبع ثم سار إلى المدينة المنورة، ولكنه لقي مقاومة شديدة من جيش سعود الكبير بقيادة ابنه عبد الله ومعه بعض قادته الذين هزموا طوسون في معركة وادي الصفراء وأخذوا ما في معسكره. استنجد طوسون بوالده فأرسل له المدد والأموال التي استعان بها في إغراء بعض رجال القبائل واستطاع أن يستميل بعض القبائل واتجه ثانيةً إلى المدينة المنورة واستولى عليها وقبض على حاكمها المعين من قبل الدرعية مسعود بن مضيان الظاهري، ثم سار إلى جدة ودخلها بدون مقاومة باتفاق سري مع الشريف غالب الذي اتفق على تسليم جدة ومنها مكة دون قتال، ثم اتجه إلى مكة بعد أن انسحب منها عبد الله بن سعود الكبير خوفا من غدر الشريف فدخلها عام 1228هـ/1813م، واستولى على الطائف، وبعث بفرقة من رجاله إلى الحناكية التي تعد بوابة نجد الشرقية تمهيدا لغزو نجد، وبعث بفرقة أخرى إلى تربة للاستيلاء عليها فقام الإمام سعود بالهجوم على الفرقة الموجودة في الحناكية وأجبرهم على الاستسلام، ثم قام بهجمات ناجحة على القبائل التي وقفت مع جيش طوسون ووصل بقواته إلى ضواحي المدينة المنورة، ثم عاد إلى الدرعية بعد أن أرسل جيشا إلى تربة هزم فيه قوات طوسون التي نزلت تربة سابقاً.
قرر محمد علي باشا بعد الهزيمة في تربة والحناكية أن يسير بنفسه من القاهرة وبإمدادات جديدة، ولما وصل إلى الحجاز قام بخلع الشريف غالب وأرسله إلى مصر مع عائلته وعين مكانه ابن أخيه الشريف يحيى بن سرور، وعاد إلى مصر لاحقاً سنة 1230هـ/ 1815م. توفي الإمام سعود الكبير بن عبد العزيز في الدرعية وهو في الخامسة والستين من عمره أثناء استعداده للمسير لملاقاة محمد علي باشا، وتولى الحكم من بعده ابنه عبد الله.
- دوافع الحملة العثمانية

أوعز السلطان العثماني إلى واليه في العراق بمهاجمة الدولة السعودية والقضاء عليها وذلك قبل دخولهم مكة وقد فشلت حملات زعماء المنتفق جنوب العراق ومن ثم علي كخيا نائب والي العراق في دخول بريدة والأحساء، ثم أوعز إلى واليه في الشام الأمر بالقضاء على الدولة السعودية.
ثم أمر محمد علي باشا والي مصر بالقضاء على الدولة السعودية الأولى، وأمده بالمال والمساعدات ووعده بأن يتولى حكم الجزيرة العربية إن هو قضى على الدولة السعودية الأولى، وكان قصد العثمانيين ضرب عصفورين بحجر واحد وهو:
- إضعاف قوة محمد علي الناشئة في مصر والنامية والطامعة في التوسع.

- إنهاء الدولة السعودية.
- أسباب عداء العثمانيين

لعل من أهم الأسباب التي جعلت العثمانيين في موقف عداء ضد الدولة السعودية الأولى هي:
- امتداد حكم السعوديين للحجاز، وإشرافهم على الحرمين الشريفين.

- امتداد حكم السعوديين إلى أطراف العراق والشام، فخشيت أن تواصل زحفها وتسطير على أغنى ولاياتها.

- أسباب دينية بسبب قضاء أتباع الشيخ محمد بن عبد الوهاب على البدع ومظاهر الشرك التي كانت منتشرة هناك فوشى علماء الدولة العثمانية بهم وشوهوا سمعتهم [محل شك].
- العلاقة مع القواسم

كان القواسم حلفاء الدرعية يغيرون على الأساطيل البريطانية بمياه الخليج، فقامت في سنة 1805م مراسلات بين الإنجليز والشيوخ القواسم لوقف غارات القواسم على الإنجليز سرعان ما فشلت، فلحقها حملتين من الإنجليز ضد القواسم، الحملة البريطانية الثانية 1809م التي بعث لصدها الإمام سعود الكبير جيشا كبيرا والحملة البريطانية الثالثة في عام 1816م.
- مصادر الدخل في عهده
- خمس الغنائم/ كان هذا الجزء يُعزل للإمام أو أحد قادته في الحرب، والأربعة الأخماس كان يوزعها سعود على جنوده، وفي سائر الحروب كانت الغنائم من الخيل والإبل والغنم.[22]
- الزكاة/ حيث كان سعود يأخذ من المزارع المروية بالمطر العشر، بينما المزارع التي تروى بواسطة العيون والآبار نصف عشر إنتاجها لحاجة هذه الأراضي الزراعية إلى مجهود بشري.[23]
- مناطق الحكم المتمردة/ حيث يؤخذ منها لأول تمرد يحصل منها؛ فإذا عادت إلى التمرد مرة أخرى صادر الحاكم أموالها ومزارعها إلى بيت المال، وإذا كان لأصحاب التمرد مزارع؛ فإنهم يدفعون للحاكم ثلث إنتاجها أو نصفه حسب الظروف، وإذا كان أصحاب المزارع لهم الدور الأكبر في التمرد فإن مزارعهم تُعطى لآخرين.[24]
- انتهاكات القانون/ حيث يوضع لمن ينتهك قوانين الدولة غرامة مالية.[25]

كانت تخصص تلك الموارد للخدمات العامة، وتنقسم إلى أربعة أقسام:

- قسم من الموارد يساوي الربع يُرسل إلى بيت المال في الدرعية.
- قسم من الربع يرصد لإغاثة فقراء المنطقة والإنفاق على العلماء الذين يقومون بتعليم التلاميذ، ويجهزون طلاب العلم لتولي القضاء، وتهيئة المساجد، وحفر الآبار العامة.
- قسم النصف المتبقي يُصرف للجنود الذي يُهيئون للغزو بالمؤن والعدة والعتاد، وللعلماء الذين يستقبلون الضيوف في بيوتهم، ويجهزون لهم الطعام، وقد يُصرف من بيت مال الدرعية مبالغ لإغاثة رعايا سعود المخلصين الذين أخذ الأعداء أموالهم.[26]

### مرضه ووفاته
توفي الإمام سعود بن عبد العزيز في الدرعية، ليلة الإثنين 11 جمادى الأول 1229ھ (1 إبريل 1814م) عن عمر ناهز 65 عاما. قال صاحب (الخبر والعيان في تاريخ نجد) عن مرضه ووفاته: «مات سعود بعلة السرطان المعوي، والحرب في بدء شبوبها، ونجد في أشد الحاجة إليه». وفي سنة وفاته تحدث ابن بشر عن أعماله، وقال من ضمن كلام كثير: «في هذا العام، توفي الإمام قائد الجنود، الذي اجتمعت له السعادة والسعود، وقد أمنت البلاد في عهده، وطابت قلوب العباد، وانتظمت مصالح المسلمين بحسن مساعيه، وانضبطت الحوادث بيمن مراعيه، فبلغ الشرف منتهاه، وكان متيقظاً بعيد الهمة، يسر الله له من الهيبة، عند الأعداء، والحشمة في قلوب الرعايا، ما لم ينله أحد في وقته». وقد توسع ابن بشر عبر تاريخه (عنوان المجد) في الحديث عن سيرة سعود وأعماله اليومية، في الحضر والسفر، ودروسه وصدقاته وضيافته وكرمه، وأمره بالمعروف ونهيه عن المنكر، وفي عبادته وعلمه.
روى الزركلي في حقه: «إمام، من أمراء نجد، يعرف بسعود الكبير. وليها يوم مقتل أبيه بالدرعية سنة (1218هـ) وجند جيشاً كبيراً أخضع به جزيرة العرب، فامتد ملكه من أطراف عُمان ونجران واليمن وعسير إلى شواطئ الفرات وبادية الشام، ومن الخليج العربي إلى البحر الأحمر. وكان موفقاً يقظاً، لم تهزم له راية، موصوفاً بالذكاء، على جانب من العلم والأدب، مهيب المنظر، فصيح اللسان، شجاعاً، مدبراً. كانت إقامته في الدرعية. وتولى بنفسه كثيرا من المغازي. وفي أيامه حشدت الدولة العثمانية جيوشاً من الترك وغيرهم، بقيادة محمد علي باشا سنة (1226هـ) لمحاربة آل سعود، في نجد».
من ناحية أخرى، يرى الريحاني في تاريخه نجد وملحقاته: «أن وفاة الإمام سعود، كانت في اليوم الحادي عشر، وقيل الثامن من جمادى الأول سنة 1229ھ (28 إبريل سنة 1814م) في الدرعية، وهو في الثامنة والستين من عمره، مات، لا بالحمى، كما قال هو غارت، نقلاً عن أحد المستشرقين، الذين كانوا يومذاك في مكة، بل بعلة في المثانة، وقيل بعلة أخرى هي نكبة أهل نجد في الحجاز، التي عجلت ولاشك في أجله، وكانت ولايته أحد عشر عاماً، إذا حسبناها من يوم وفاة والده عبد العزيز، وسبعاً وعشرين سنة، إذا عدت من يوم بويع بالإمارة في السنة الثانية والمئتين والألف (1202ھ الموافق 1788م) كان يدعى بالكبير، وقد خص بتلك السجايا، أو بأكثرها التي تؤهل رجل التاريخ لهذا اللقب».
أما الغربيون الراصدون للأحداث، والمهتمون بهذه الدولة الفتية التي لمعت نجومها في الأفق بسرعة ولفتت الأنظار، خلال عهد سعود، فقد تحدثوا كثيراً، واهتموا بسيرته، كما كتب المؤلفون العرب وغيرهم عنه.

## أثره

### أسرته وذريته
- أبناؤه:
- عبد الله بن سعود الكبير بن عبد العزيز آل سعود.
- فيصل بن سعود الكبير بن عبد العزيز آل سعود.
- عمر بن سعود الكبير بن عبد العزيز آل سعود.
- تركي بن سعود الكبير بن عبد العزيز آل سعود له عبد العزيز بن تركي.
- خالد بن سعود الكبير بن عبد العزيز آل سعود حاكم نجد في الدولة السعودية الثانية.
- مشاري بن سعود الكبير بن عبد العزيز آل سعود/المحلج.
- محمد بن سعود الكبير بن عبد العزيز آل سعود.
- إبراهيم بن سعود الكبير بن عبد العزيز آل سعود.
- ناصر بن سعود الكبير بن عبد العزيز آل سعود.
- سعد بن سعود الكبير بن عبد العزيز آل سعود.
- فهد بن سعود الكبير بن عبد العزيز آل سعود.
- حسن بن سعود الكبير بن عبد العزيز آل سعود.
- عبد الرحمن بن سعود الكبير بن عبد العزيز آل سعود.
- عبد العزيز بن سعود الكبير بن عبد العزيز آل سعود.
- هذلول بن سعود الكبير بن عبد العزيز آل سعود.
- عمرو بن سعود الكبير بن عبد العزيز آل سعود.